# 김종완 (정치인)
김종완(金鍾完, 1932년 11월 13일 ~ 2013년 3월 7일)은 대한민국의 정치인·인권운동가이다.

## 개요
경기도 광주군 중대면(현 서울특별시 송파구) 출생으로, 대한기독교장로회 송파교회 장로이다.
신익희의 비서였고, 정일형 박사, 김대중 총재 등과 가까웠다. 1960년 3·15 부정선거 규탄 시위, 1970년대 긴급조치 9호 위반, 1980년대 반군사독재투쟁 등의 활동으로 5차례 투옥과 4년 8개월간의 영어생활을 했으며, 민주헌정연구회, 민주화추진협의회, 민주인권연구회를 창립하였다.
1980년 5.17 김대중 내란음모사건을 획책하는 중앙정보부에 강제 연행되어 80여일간의 폭력과 고문을 당했으며, 군사정권의 유죄판결로 수 년간 투옥되었다. 이후 2004년 재심을 통하여 무죄판결을 받았다.
1987년 민주화추진협의회에서 민주공로패를 수상하였고, 2011년 정일형.이태영 자유민주상 민주통일부문상을 수상하였다. 그는 평생을 반독재 민주화와 통일을 위해 투쟁을 일관하며, 또한 야권이 분열할 때마다 "야권통합은 절체절명의 과제다." "국민은 수권태세를 지닌 강력한 야당을 원하고 있다"고 주장하였다.
1970~80년대 민주헌정동지회 대표 / 이후 민주헌정연구회(민헌연) 이사장.
1987. 평화민주당 창당준비 부위원장.전당대회 의장.
1988~1996. 제13대 14대 국회의원(평민.민주 / 송파구)
2013.3.7 고문후유증으로 인한 숙환으로 사망, 국립묘지 안장을 신청하였으나, 6.25참전유공자 및 5.18부상자임에도 국가보훈처는 1978년 선고받은 '집행유예'를 이유로 '국립묘지영예성훼손'이라며 안장을 거부하였다.
2013.4. 유족이 국민권익위원회 내 중앙행정심판위원회에 '국립묘지안장거부처분취소청구'의 행정심판을 제기하였고, 위원회는 2014.8.29 '국가보훈처의 권한을 일탈 남용한 처분으로 유족의 청구를 인용한다'고 결정하였다.[출처:중앙행정심판위원회재결통지]
2014.10.25 사후 1년반만에 '국립5.18민주묘지'에 안장되었다.
좌우명은 '하늘을 두려워하고 불의와 타협하지 말자'이다.

## 역대 선거 결과
|  | 26.59% |

|  | 34.00% |

|  | 11.21% |